# Wyczółki (województwo lubelskie)
Wyczółki – wieś sołecka w Polsce położona w województwie lubelskim, w powiecie bialskim, w gminie Piszczac.
Wieś ekonomii brzeskiej w drugiej połowie XVII wieku. W latach 1975–1998 miejscowość należała administracyjnie do województwa bialskopodlaskiego.
Wieś jest sołectwem w gminie Piszczac. Według Narodowego Spisu Powszechnego z roku 2011 wieś liczyła 225 mieszkańców i była dziesiątą co do wielkości miejscowością gminy.
Wierni Kościoła rzymskokatolickiego należą do parafii Podwyższenia Krzyża Świętego w Piszczacu.

## Części wsi
| SIMC    | Nazwa          | Rodzaj    |
| ------- | -------------- | --------- |
| 1022788 | Hurbatka       | część wsi |
| 1022794 | Jasinowa Kłoda | część wsi |
| 1022819 | Komarno        | część wsi |
| 1022848 | Kuźmij Kąt     | część wsi |
| 1022860 | Liszczyk       | część wsi |
| 1022920 | Międzyrowy     | część wsi |
| 1022943 | Ocionek        | część wsi |
| 1022966 | Ogrodziska     | część wsi |
| 1022995 | Podlutynie     | część wsi |
| 1023049 | Przy Rzece     | część wsi |
| 0017319 | Szwedy         | część wsi |
| 0017325 | Żurawin        | część wsi |

## Historia
W wieku XIX wieś w folwarku Chotyłów (była to inna nazwa folwarku Piszczac). W roku 1885 Wyczółki posiadały osad 27, z gruntem mórg 461. Według spisu powszechnego z roku 1921 miejscowość Wyczółki posiadała 48 domów i 209 mieszkańców, wszyscy mieszkańcy byli Polakami wyznania rzymskokatolickiego. 